# Småtjärnarna (Gnarps socken, Hälsingland, 688799-158381)
Småtjärnarna är en sjö i Nordanstigs kommun i Hälsingland och ingår i Ljungan-Gnarpsåns kustområde. Sjön har en area på 0,0523 kvadratkilometer och ligger 50 meter över havet.

## Delavrinningsområde
Småtjärnarna ingår i det delavrinningsområde (688910-158337) som SMHI kallar för Mynnar i havet. Medelhöjden är 60 meter över havet och ytan är 9,79 kvadratkilometer. Det finns inga avrinningsområden uppströms utan avrinningsområdet är högsta punkten. Avrinningsområdets utflöde mynnar i havet. Avrinningsområdet består mestadels av skog (85 procent). Avrinningsområdet har 0,12 kvadratkilometer vattenytor vilket ger det en sjöprocent på 1,2 procent.